# J.R. Bourne
David J.R. Bourne (ur. 8 kwietnia 1970 w Toronto) – kanadyjski aktor.
Wystąpił w roli Martoufa w serialu Gwiezdne wrota (1998–2000), jako agent CIA Edwards w Fringe: Na granicy światów (2009–2011), Kenny Ryan w Zemście (2012–2013), Jeremy Tell w Arrow (2015) oraz Russell Lightbourne w serialu The 100 (od 2019).

## Życiorys
Urodził się i dorastał w Toronto w Ontario. Wychowywał się z siostrą Kim. W wieku 8 lat wziął udział w 13–częściowym programie Parent Puzzle. Uczęszczał do Lawrence Park Collegiate Institute w Toronto. Jego kariera aktorska tak naprawdę zaczęła się, gdy miał 24 lata i ukończył pierwszy rok w Ryerson Theatre School w Toronto.
Po udziale w filmie krótkometrażowym Porcaria (1994) jako Steinar Eysteinnson i serialu Family Passions (1994), zagrał postać Odina, szefa Ragnarockersów w sensacyjnym dreszczowcu fantastycznonaukowym Dżungla bezprawia (Jungleground, 1995) u boku Roddy’ego Pipera. Wystąpił w reklamie browaru Molson z popularnym hasłem „Jestem Kanadyjczykiem”. Pierwotnie był przesłuchiwany do roli złoczyńcy w serialu Gwiezdne wrota, ale zamiast tego został obsadzony jako bohater. Był dwukrotnym laureatem nagrody Koła Krytyków Filmowych z Vancouver w kategorii najlepszy aktor drugoplanowy w filmie kanadyjskim za rolę Cliffiego w dramacie Na rogu (On the Corner, 2003) i jako oszust Bryce w komedii Wszystko stało się zielone (Everything’s Gone Green, 2006).

## Filmografia

### Filmy
- 1995: Dżungla bezprawia (Jungleground) jako Odin
- 1995: The Final Goal jako Joseph
- 1996: Mroczny trop (Past Perfect) jako Doorman
- 1997: Gwiazdor i dzieciaki (The Right Connections, TV) jako Douglas Freeman
- 1998: Sport przyszłości (Futuresport, TV) jako Eric Sythe
- 2001: Powrót do kryjówki nad jeziorem (Return to Cabin by the Lake, TV) jako JC Reddick
- 2001: konspiracja.com (Antitrust) jako strażnik budynku 21
- 2003: Słowo honoru (Word of Honor, TV) jako pan Picard
- 2004: The Truth About Miranda jako Hammond
- 2005: Egzorcyzmy Emily Rose (The Exorcism of Emily Rose) jako Ray
- 2006: Efekt motyla 2 (The Butterfly Effect 2) jako Malcolm Williams
- 2012: Potrzask (Brake) jako Henry Shaw
- 2017: Gdzieś pomiędzy (Somewhere Between, TV) jako Tom Price

### Seriale
- 1998: Po wstrząsie (Aftershock: Earthquake in New York) jako Joshua Bingham
- 1998: Viper jako Seth Kincaid
- 1998–2000: Gwiezdne wrota jako Martouf / Lantash
- 2003: Andromeda jako marszałek floty William Atatürk
- 2006: Martwa strefa (The Dead Zone) jako Nathan Carter
- 2007: Agenci NCIS jako detektyw Marshall Collins
- 2007: 24 godziny jako agent Johnson
- 2007: CSI: Kryminalne zagadki Las Vegas jako Jerome Kessler
- 2007: CSI: Kryminalne zagadki Miami jako pan Keeler
- 2008: Mentalista (The Mentalist) jako Jeremy Hale
- 2011: Punkt krytyczny (Flashpoint) jako	Dan Lefebvre
- 2011–2012: The Secret Circle (The Secret Circle) jako Isaac
- 2015: Zemsta (Revenge) jako Kenny Ryan
- 2015: UnReal jako Bill DeYoung
- 2015: Arrow jako Jeremy Tell
- 2015: Niewierni (Satisfaction) jako Barry
- 2011–2017: Teen Wolf: Nastoletni wilkołak jako Chris Argent
- 2017: Gdzieś pomiędzy (Somewhere Between) jako Tom Price
- 2018: Falling Water jako Thomas Dolan
- 2019–2020: The 100 (od 6 sezonu) jako Russell Lightbourne / Sheidheda
- 2021: Mayans M.C. jako Isaac